# Югумо (1941)
«Югумо» (Yugumo, яп. 夕雲) — ескадрений міноносець Імперського флоту Японії однойменного типу, який взяв участь у Другій світовій війні.

## Історія створення
Корабель був закладений 2 червня 1940 року на верфі ВМФ у Майдзуру. Спущений на воду 16 березня 1941 року, вступив у стрій 5 грудня того ж року.

## Історія служби

### 1942 рік
Спорудження «Югумо» завершили лише за дві доби до вступу Японії у війну, а потім він ще кілька місяців провів за навчаннями та протичовновим патрулюванням у районі Токійської затоки, при цьому з 14 березня 1942-го корабель включили до 10-ї дивізії ескадрених міноносців. Наприкінці травня «Югумо» вийшов у перший далекий бойовий похід разом зі ще 10 есмінцями та легким крейсером, супроводжуючи «Кідо Бутай» — ударне авіаносне з'єднання адмірала Тюїті Наґумо. 4 червня в битві при Мідвеї «Кідо Бутай» зазнало катастрофічної поразки, а «Югумо» повернувся з походу до Японії.
З 28 червня та щонайменше до 7 липня 1942-го «Югумо» ескортував сили флоту, які патрулювали на південний захід від Алеутських островів (тут у межах мідвейсько-алеутської операції японці зайняли два острови на заході архіпелагу). У цей період сюди вийшов загін із 4 авіаносців, 3 важких та 3 легких крейсерів, для охорони яких залучили 15 есмінців.
7 серпня 1942-го союзники висадились на сході Соломонових островів, що започаткувало шестимісячну битву за Гуадалканал та змусило японське командування спрямовувати в регіон підкріплення та матеріальні запаси. 16 серпня «Югумо» та ще 10 есмінців і легкий крейсер рушили з Японії як ескорт великого з'єднання надводних кораблів (включав 2 авіаносці, 1 легкий авіаносець, 2 лінкори та 2 важкі крейсери). Первісно планувалось, що з'єднання зайде на Трук (головна база японського ВМФ в Океанії, розташована в центральній частині Каролінських островів), проте японське командування вирішило пришвидшити операцію з проведення конвою з військами на Гуадалканал та 21 серпня наказало вирушати одразу в напрямку Соломонових островів. Спроба провести зазначений конвой призвела до битви 24 серпня 1942-го біля Східних Соломонових островів, під час якої «Югумо» разом зі ще кількома есмінцями охороняв 2 авіаносці адмірала Наґумо. Рух конвою виявився остаточно перерваним 25 серпня унаслідок ударів літаків з островів Еспіриту-Санто та Гуадалканал, проте флот перебував у морі до початку вересня.
Існують відомості, що у вересні «Югумо» взяв участь у операції флоту, який з 9 по 23 вересня 1942-го знову виходив з Труку в район північніше від Соломонових островів для прикриття операцій на Гуадалканалі.
11 жовтня 1942-го головні сили знову вийшли з Труку для патрулювання північніше від Соломонових островів. У цьому випадку «Югумо» разом зі ще 6 есмінцями та легким крейсером прикривав авангард адмірала Абе, головна сила якого складалась із 2 лінкорів та 3 важких крейсерів. У останній декаді місяця вихід завершився битвою біля островів Санта-Круз, під час якої все вирішила дуель авіаносців, а надводні сили так і не вступили в бій. За кілька діб японське угруповання повернулось на Трук.
3—5 листопада 1942-го «Югумо» разом зі ще 5 есмінцями охороняли 2 важкі крейсери, що пройшли з Труку до якірної стоянки Шортленд (прикрита групою невеликих островів Шортленд акваторія біля південного завершення острова Бугенвіль, де зазвичай відстоювались бойові кораблі та перевалювались вантажі для відправлення далі на схід Соломонових островів), після чого 7 та 10 листопада «Югумо» у складі групи есмінців виходив у транспортні рейси до Гуадалканалу.
Тим часом японське командування готувало проведення до острова великого конвою з підкріпленнями (що в підсумку вилилось у вирішальну битву надводних кораблів біля Гуадалканалу). За японським задумом, напередодні підходу транспортів два лінкори мали провести артилерійський обстріл аеродрому Гендерсон-Філд (за місяць до того таку операцію здійснили доволі вдало), втім, у ніч проти 13 листопада біля Гуадалканалу цей загін перестріло американське з'єднання із крейсерів та есмінців, яке зазнало значних втрат, проте зірвало обстріл аеродрому. Як наслідок, був екстрено сформований інший загін для обстрілу аеродрому, який включав 2 важкі та 1 легкий крейсер, охорону яких мали забезпечувати «Югумо» та ще 3 есмінці. Вранці 13 листопада кораблі полишили Шортленд (неподалік від нього авіація пошкодила один есмінець, який не зміг продовжувати похід), а в ніч проти 14 числа відбулось бомбардування Гендерсон-Філд. Декілька літаків були знищені, кілька десятків зазнали пошкоджень, проте основні сили авіаційного угруповання могли й далі діяти, що відіграло вирішальну роль у розгромі транспортного конвою, який відбувся 14 листопада. Цілями для атак став і загін, що відходив після обстрілу, втім, «Югумо» не постраждав.
16—17 листопада 1942-го «Югумо» та ще 5 есмінців здійснили перехід до Рабаулу (головна передова база японців у архіпелазі Бісмарка, з якої провадились операції на Соломонових островах та сході Нової Гвінеї) разом з важким крейсером «Тьокай», який був пошкоджений авіацією під час тієї ж битви біля Гуадалканалу. «Тьокай» далі рушив на Трук, а більшість есмінців залучили до операції на Новій Гвінеї, де 16 листопада 1942-го союзники почали наступ на район Буна-Гона (півострів Папуа). Вже 17 листопада «Югумо» та ще 4 есмінці вирушили у транспортний рейс до Буни, де в ніч проти 18 числа висадили 1500 військовослужбовців. У наступні кілька тижнів «Югумо» чотири рази виходив з Рабаула у транспортні рейси до Буни — 22 та 28 листопада, 8 та 11 грудня. При цьому другий і третій рейси скасували через дії ворожої авіації, а четвертий тривав аж до 14 грудня, оскільки з метою зменшення ризиків шлях проклали повз острови Адміралтейства.
16 грудня 1942-го «Югумо» разом з двома іншими есмінцями вийшов для супроводу переобладнаного легкого крейсера «Кійодзумі-Мару», який перевозив війська для підсилення бази у Веваку на північному узбережжі Нової Гвінеї (можливо відзначити, що одночасно до цього острова попрямував загін, який мав облаштувати нову базу на схід від Веваку в Маданзі, на північній стороні півострова Хуон). 21 грудня «Югумо» повернувся в Рабаул, потім перейшов на Трук, а 23—29 грудня 1942-го пройшов на ремонт до Японії.

### 1943 рік
19—27 січня 1943-го «Югумо» повернувся до району активних бойових дій на якірну стоянку Шортленд. На той час японське командування вже підготувало операцію з евакуації військ з Гуадалканала і 1 та 4 лютого «Югумо» у складі великого загону есмінців (всього залучили 20 кораблів цього класу) здійснив рейси до острова. Під час першого з цих походів «Югумо» намагався буксирувати пошкоджений есмінець «Макігумо», а потім зняв з нього екіпаж та добив торпедою. 7 лютого «Югумо» виходив, щоб зняти бійців з островів Рассела, розташованих за пів сотні кілометрів на північний захід від Гуадалканала (тут японці в межах евакуаційної операції облаштували наприкінці січня тимчасову базу).
12—16 лютого 1943-го «Югумо» пройшов з Шортленду на Палау (важливий транспортний хаб на заході Каролінських островів). У цей час японське командування проводило операцію «Хей Го», метою якої була доставка нових військових контингентів для посилення гарнізонів на північному узбережжі Нової Гвінеї. 17—24 лютого 1943-го «Югумо» та ще один есмінець супроводили перший ешелон конвою «Хей № 3 Го» (включав, зокрема, два легкі крейсери) з Палау до Веваку та назад. А з 6 по 12 березня 1943-го «Югумо» разом зі ще 4 есмінцями ескортував конвой «Ганза № 1» з Палау до затоки Ганза (півтори сотні кілометрів на схід від Веваку), а потім разом з 2 есмінцями пройшов до Рабаула, куди загін прибув 14 числа.
Невдовзі «Югумо» залучили до виконання транспортних рейсів і 19 березня 1943-го він разом з есмінцем «Кадзагумо» виходив з цією метою до Тулуву на мисі Глочестер (утворює західне завершення острова Нова Британія). З 24 по 31 березня ці ж есмінці ескортували конвої між Рабаулом і Шортлендом, а 1 квітня здійснили з останнього транспортний рейс до Коломбангари в архіпелазі Нова Джорджія (центральна частина Соломонових островів). 2—3 квітня цей загін ходив до Буки (порт на однойменному острові біля північного завершення Бугенвілю), при цьому під час повернення «Кадзагумо» зазнав пошкодження, підірвавшись на міні, та відбув на ремонт. 5 квітня «Югумо» ще раз виходив до Коломбангари, а 11 квітня здійснив другий транспортний рейс з Рабаула до Тулуву.
18—21 квітня 1943-го «Югумо» ескортував гідроавіаносець «Кімікава-Мару» з Рабаула на Трук, після чого 3 — 8 травня разом зі ще двома есмінцями та легким крейсером супроводжував до Японії авіаносці «Дзуйкаку» і «Дзуйхо», після чого пройшов доковий ремонт.
Станом на початок червня 1943-го американці вже оволоділи алеутським островом Атту, при цьому на схід від нього перебував у блокаді японський гарнізон на Кисці (обидва названі острови були захоплені японцями у червні 1942-го). Як наслідок, командування надіслало підкріплення до північної зони і 10—13 червня «Югумо» разом з 2 іншими есмінцями пройшов з Йокосуки на Парамушир (Курильські острови). У липні корабель залучили до операції з евакуації гарнізону Киски. З 7 по 17 липня призначений для цього загін (який загалом нараховував 2 легкі крейсери та 11 есмінців) перебував у морі, проте не зміг виконати завдання через погану погоду. 22 липня той же загін розпочав другу спробу і цього разу 29 липня вдалося зняти з Киски гарнізон, причому «Югумо» прийняв на борт майже п'ять сотень військовослужбовців. 1 серпня загін прибув на Парамушир, а 3—6 серпня «Югумо» та три інші есмінці супроводили звідси до Йокосуки важкий крейсер «Мая» (до того забезпечував дистанційне прикриття евакуації з Киски).
17—23 серпня 1943-го «Югумо» разом зі ще 7 есмінцями та легким крейсером здійснював ескортування великого угруповання (1 ескортний авіаносець, 3 лінкори, 2 важкі крейсери) з Йокосуки на Трук, а 6—8 вересня перейшов до Рабаула. На той час добігала завершення битва за Нью-Джорджію і невдовзі «Югумо» був залучений до евакуації останніх японських гарнізонів з цього архіпелагу. Як наслідок, корабель виходив 28 вересня та 2 жовтня до Коломбангари, обидва рази виконуючи функцію прикриття.

### Загибель
6 жовтня 1943-го «Югумо» та ще 8 есмінців вийшли для евакуації гарнізону з острова Велья-Лавелья (найзахідніший в архіпелазі Нова Джорджія). «Югумо» знову належав до групи прикриття та взяв участь у бою з ворожим загоном, під час якого уразив торпедою есмінець «Шевальє», що в підсумку був полишений екіпажем і добитий. Сам «Югумо» під час бою з «Шевальє» та іншим есмінцем «Секлфрідж» зазнав пошкоджень внаслідок артилерійського вогню, а потім був поцілений щонайменше однією торпедою, після чого вибухнув і затонув. Загинуло 138 членів екіпажу, 25 моряків змогли дістатись підконтрольного японцям району на виявленому в морі порожньому американському рятувальному човні, а 78 членів екіпажу «Югумо» підібрали американські торпедні катери.